# Velten
Pour les autres significations, voir Velten (homonymie).
Velten  est une ville de Brandebourg (Allemagne), située dans l'arrondissement de Haute-Havel.